# Lagoa Palmital
Lagoa Palmital é uma lagoa brasileira localizada no estado do Rio Grande do Sul.